# 奥多尼奥四世 (莱昂)
奧多尼奧四世，人稱邪惡的或惡劣的（西班牙語：Ordoño IV，926年—962年，科爾多瓦），萊昂的阿方索四世的兒子和拉米罗二世的侄子，958年到960年是莱昂國王，中斷了胖子桑乔兩年的統治時間。透過卡斯蒂利亚伯爵费尔南·冈萨雷斯的幫助，他取得了王位，也娶了伯爵得女兒，因為萊昂的貴族，以及不滿的加利西亞和卡斯蒂利亞貴族，對過胖的桑喬漸漸感到厭惡。桑喬一世戰敗，流亡後倭馬亞王朝並向科爾多瓦哈里發阿卜杜-拉赫曼三世求助，以割讓杜羅河以南的土地為條件，請求哈里發協助他重登王位。拉赫曼三世允諾，並在翌年與納瓦拉組成聯軍攻打萊昂都城。960年，奧多尼奧四世戰敗，被迫放棄王位，桑喬一世復位。
在他失去王位後，他先逃亡到阿斯圖里亞斯，然後到布爾戈斯，在那裡他遺棄了他的妻子，而且失去卡斯蒂利亞伯爵的協助，最後逃到科爾多瓦哈里發的宮廷，他懇求幫助，但哈里發對待他的方式是順著他自己可悲的卑躬屈膝，而他的懇求從來沒有得到答覆，直到他去世，他都沒有再復位。從他生命中最後的兩個舉動，他得到他的綽號。
在他短暫的統治期間，因為政治原因他已經和费尔南·冈萨雷斯的女兒乌拉卡結婚，他們的婚姻沒有子女。